# John Edwards
John Reid Edwards (10 de juny de 1953) és un destacat advocat i polític estatunidenc afiliat al Partit Demòcrata del seu país. En la seva trajectòria sobresurt la seva elecció al Senat i la precandidatura del seu partit a la Presidència el 2004. El 6 de juliol de 2004 va ser seleccionat per John Kerry per a competir per la Vicepresidència dels Estats Units en les eleccions federals de novembre de 2004.
Entre 2007 i 2008, aspirava de nou a ser candidat demòcrata a les Eleccions presidencials als Estats Units de 2008 enfront del senador per Illinois, Barack Obama, i la senadora per Nova York, Hillary Clinton; si bé va abandonar el dia 30 de gener de 2008 després de perdre en totes les eleccions primàries realitzades fins a aquest moment incloses les del seu estat natal.